# Eucithara coronata
Eucithara coronata é uma espécie de gastrópode do gênero Eucithara, pertencente à família Mangeliidae.